# Девушка с цветами (картина Мурильо)
«Девушка с цветами» (исп. Muchacha con flores) — жанровая картина испанского художника Бартоломе Эстебана Мурильо, написанная приблизительно в 1665—1670 годах. Полотно находится в Далиджской картинной галерее в Лондоне (Великобритания). Считается одним из лучших по цветовой гамме полотен художника.

## Описание
На картине изображена сидящая улыбающаяся девушка, которая предлагает цветы в своей шали. Мурильо в этой картине использовал технику импрессионизма, а цветовая гамма признана самой красивой из всех полотен художника.

## История произведения

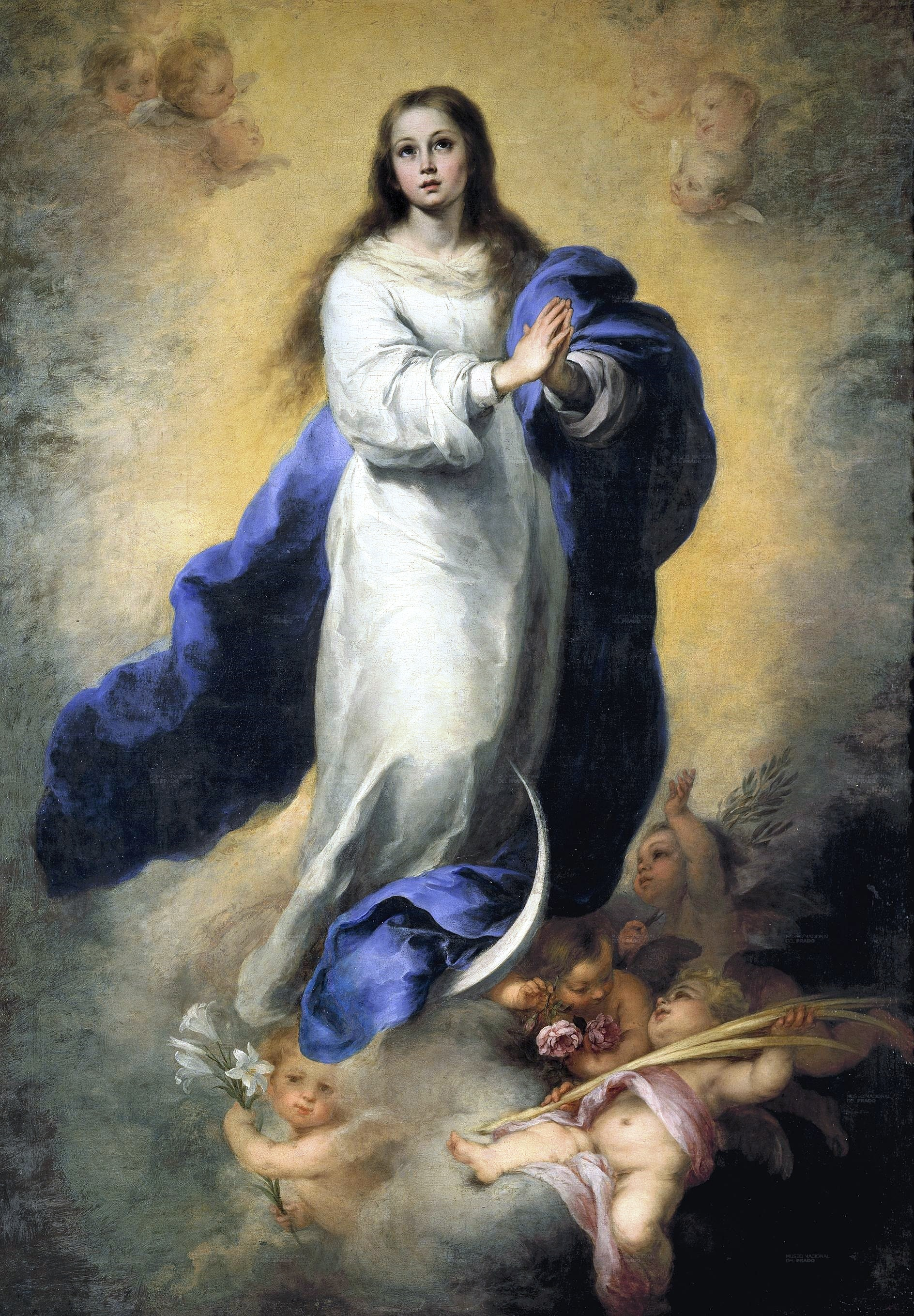
«Непорочное зачатие Эскориала», часть которой находится под первым слоем картины «Девушка с цветами»

С XVIII века проводились дискуссии о личности, изображённой на картине. Ей приписывали образ Весны, продавщицы цветов, цыганки или  куртизанки. Рентген картины выявил, что под первым слоем нанесено другое изображение. Если картину повёрнуть на 90 градусов, то вторым слоем просматривается нижняя половина фигуры Девы Марии, похожей на другую картину этого же художника — «Непорочное зачатие Эскориала» (хранится в музее Прадо, Мадрид). Исследователи считают, что Мурильо переписывал полотна: таким образом из сохранившихся рисунков известно, что различные варианты этой композиции художник писал с 1664 года. Рассеянное освещение, хорошо заметное на разрезанных рукавах платья девушки, характерно для   пика карьеры Мурильо, то есть около 1665—1670 годов.
В 1671 году единственная дочь Мурильо, Франциска-Мария (1655—1710), которая родилась глухой, ушла в доминиканский монастырь, получив имя сестры Франциски-Марии де Санта-Роза. На основание совпадения дат делалось предположение, что эта картина была портретом дочери художника в образе девушки-флористки. В таком случае розы должны символизировать её новое имя. Возможно, произведение объединило в себе религиозные и семейные события в жизни Мурильо.
В конце XVIII века картину купил Фрэнсис Буржуа (1753—1811; английский художник, антиквар и галерист) по заказу польского короля Станислава II Августа (1732—1798), который хотел создать по подобию Императорского Эрмитажа в Санкт-Петербурге музей в Варшаве. Плану не было суждено сбыться, так как в 1795 году Станислав II отрёкся от престола. Согласно завещанию, после смерти Буржуа в 1811 году «Девушка с цветами» была передана Далиджскую картинную галерею вместе с остальными экспонатами.